# Five55
Five55 (voorheen Blaak Office Tower) is een kantoorgebouw gelegen aan de Blaak in het centrum van Rotterdam. De hoogte bedraagt 107 meter, en het gebouw heeft 30 verdiepingen.
Het gebouw is ontworpen door Helmut Jahn van architectenbureau Murphy/Jahn uit Chicago. Bij de uitwerking en uitvoering zijn het Nederlandse architectenbureau Inbo en het Nederlandse constructiebureau D3BN ingeschakeld.
De kantoortoren is in 1995 opgeleverd en werd in gebruik genomen door Fortis.
Het pand is 106,92 meter hoog en heeft een oppervlakte van ongeveer 38.000 vierkante meter. Het pand heeft door zijn asymmetrische opzet, wisselende gevels en typische omlijsting vanuit elk standpunt een wisselend aanzicht.
Onder het gebouw bevindt zich een parkeergarage van drie lagen. Het gebouw heeft een gebogen gevel aan de kant van Blaak en Rotte. Aan de kant van de Korte Hoogstraat staat een schuin omhooglopend lager gedeelte van elf verdiepingen. Door het onderste gedeelte hiervan van een open constructie te voorzien blijft het Schielandshuis zichtbaar. Aan de zijde van de Soetensteeg loopt het gebouw trapsgewijs op, zodat de woningen hier voldoende daglicht krijgen. De bovenste verdiepingen van de hoogbouw zijn voorzien van een soort stalen kroon.
Het pand staat op de plek waar eerder, sinds 1934, het warenhuis Gerzon was gevestigd. Na het vertrek van Gerzon was het gebouw in gebruik bij de Nederlandse Credietbank. Het gebouw is in 1992 gesloopt om plaats te maken voor de Blaak Office Tower.
Het pand is sinds 2019 en na een grondige renovatie in gebruik als bedrijfsverzamelgebouw. Bekende huurders zijn Hogeschool Rotterdam, IRIS Corporate Finance, Blockrise Capital, Unigas, Mediterranean Shipping Company (MSC), Hunter Douglas en Luxaflex Nederland BV.
In december 2024 werd het gebouw gekocht door Edge (voormalig OVG Real Estate).

## Fotogalerij

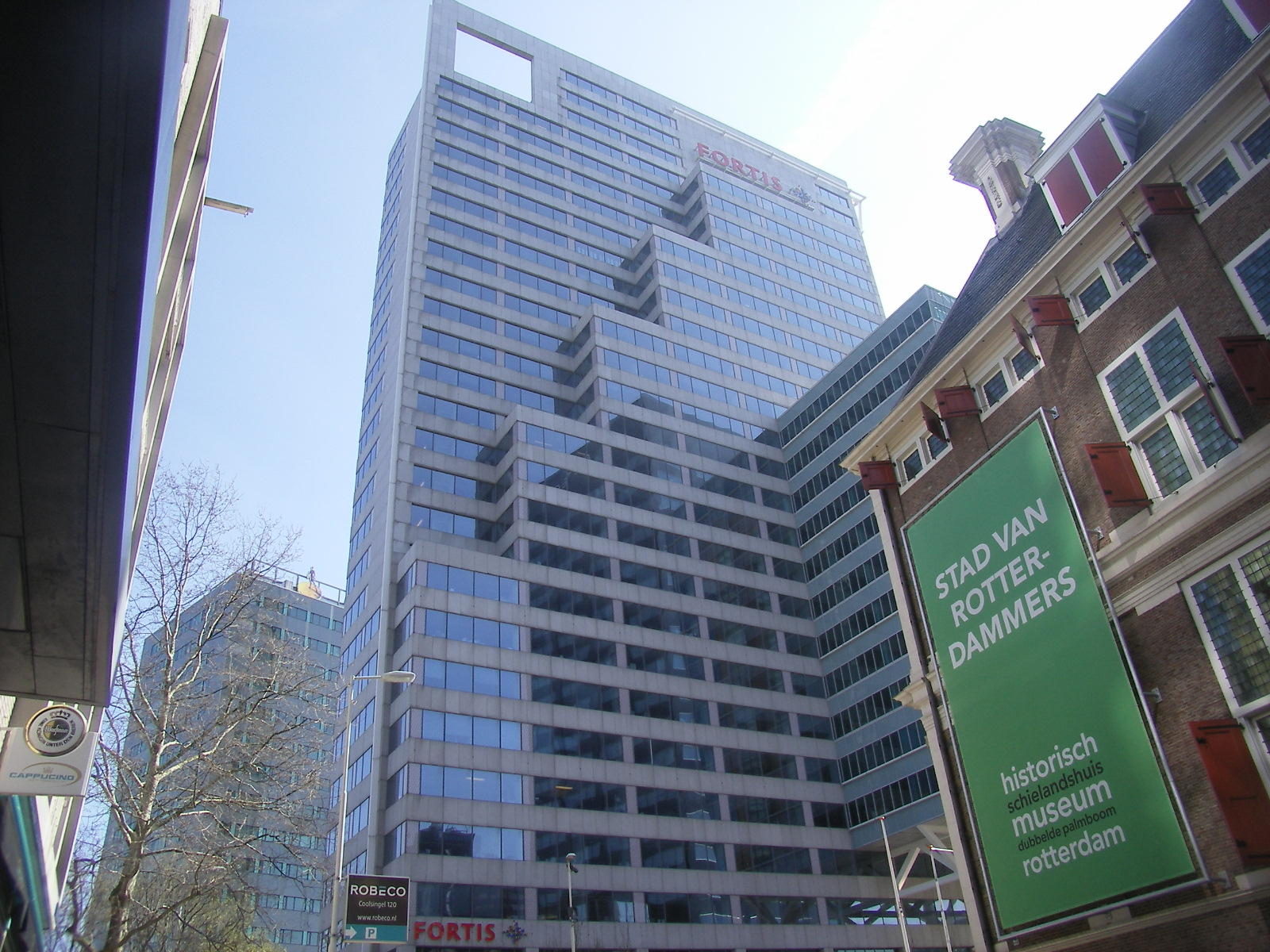
Noordwestzijde (2007)
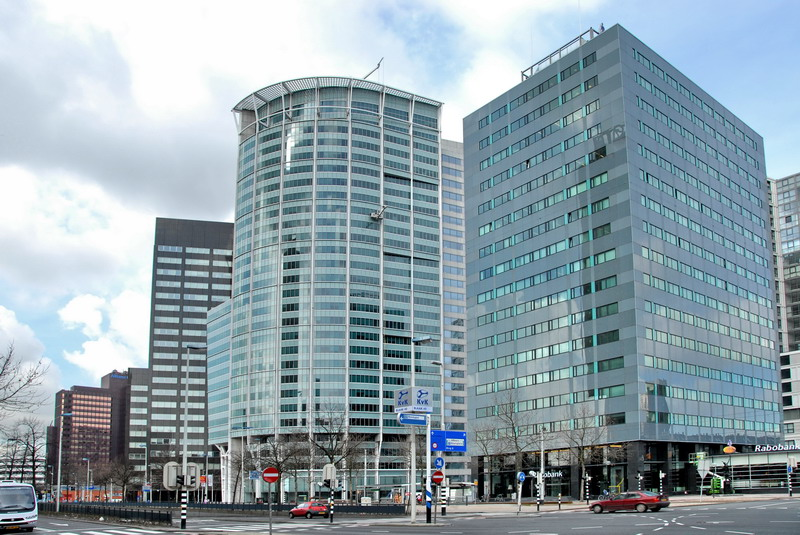
Oostzijde (2007)
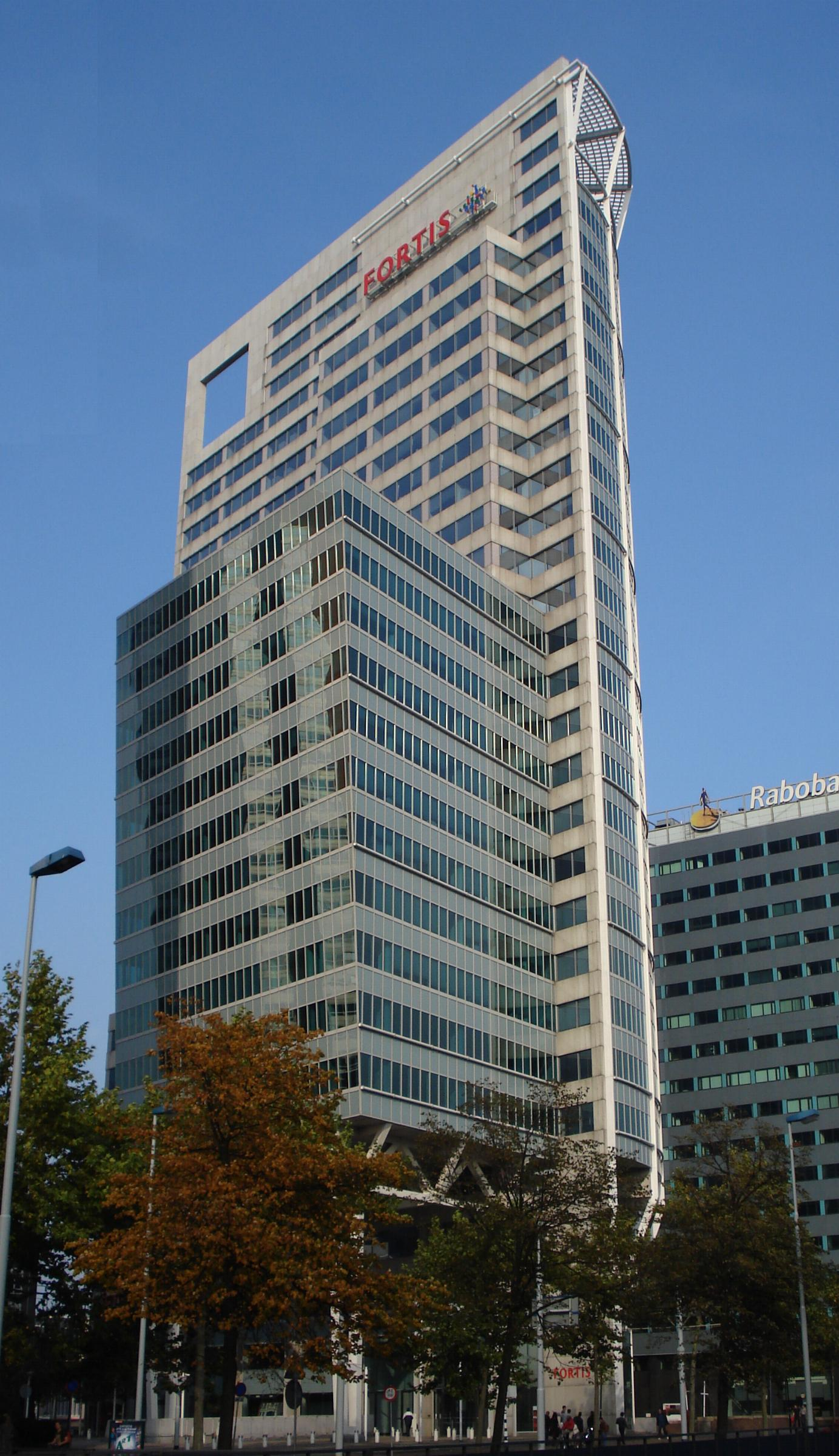
Zuidzijde (2008)
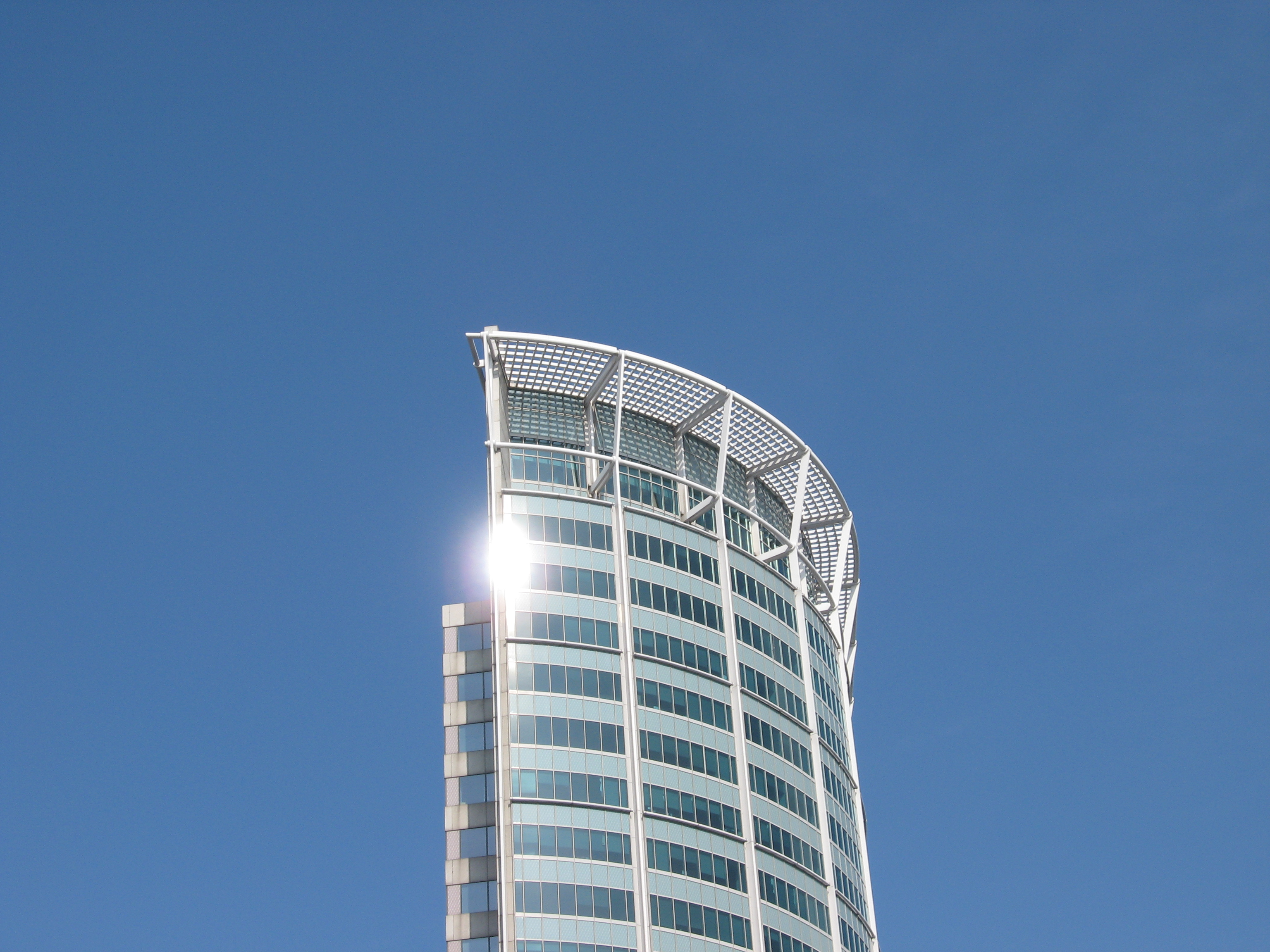
Top (2008)
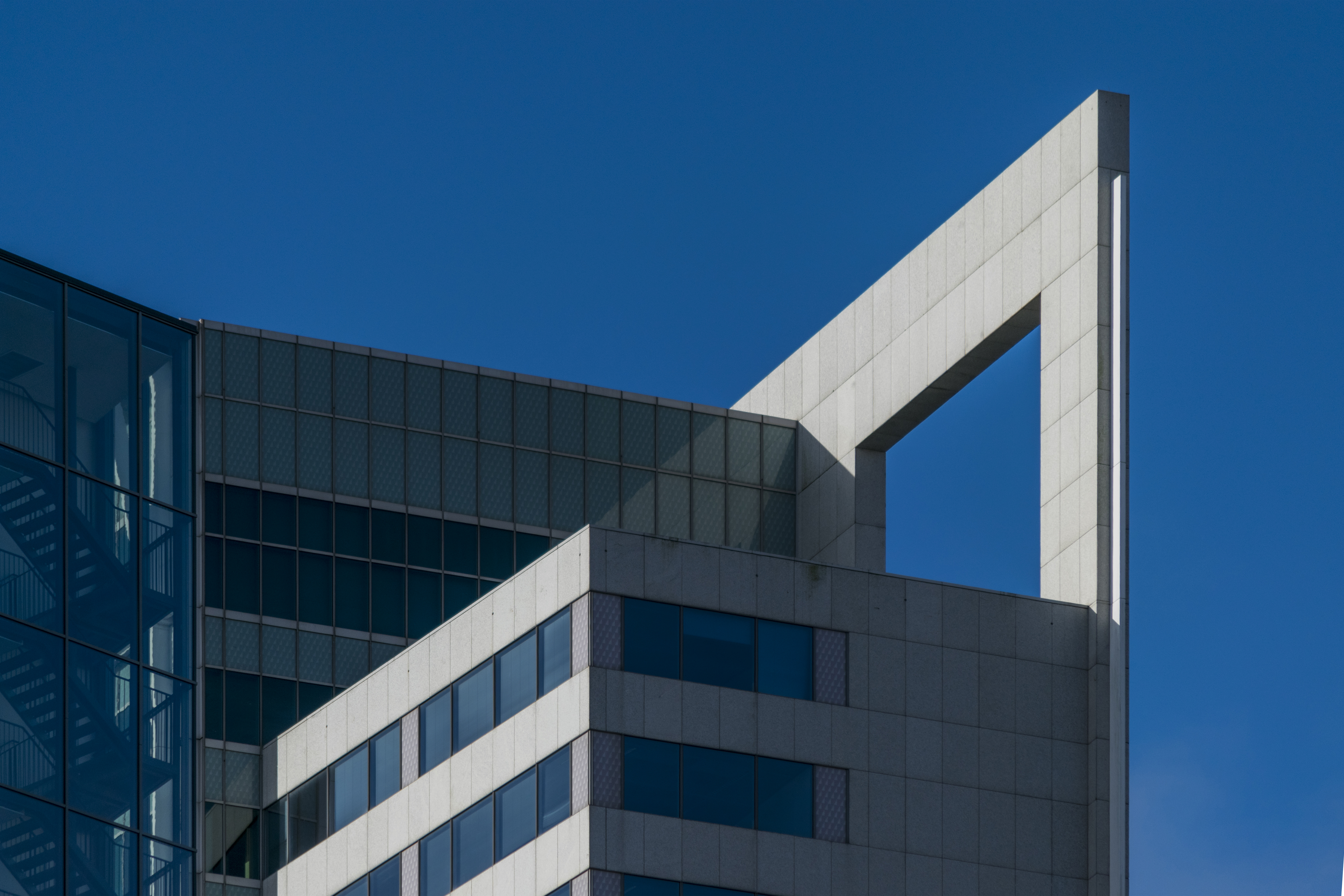
Dakconstructie (2016)